# Giorgi Latso

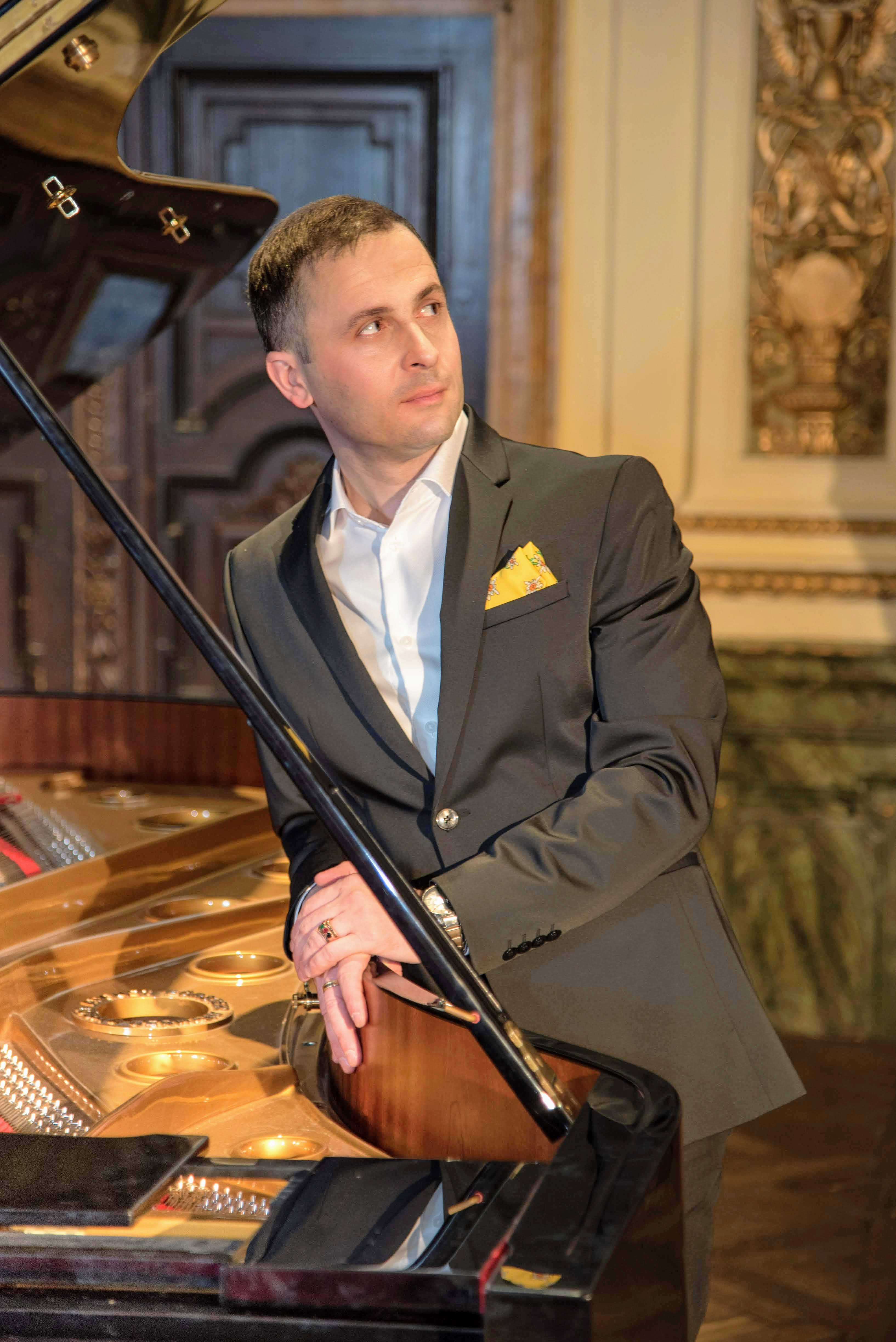
Giorgi Latso im Ehrbar-Saal (2019)

Giorgi Latso (* 15. April 1978 in Tiflis, Georgische SSR als Giorgi Lazabidse; georgisch გიორგი ლაცაბიძე) ist ein georgisch-amerikanischer Pianist und Komponist.

## Leben
Er begann im Alter von drei Jahren mit dem Klavierspielen. Mit fünf Jahren begann Latso, erste Stücke zu komponieren. Als Zehnjähriger spielte er bereits Beethovens und Griegs Klavierkonzerte. Er studierte unter anderem am staatlichen Saradschischwili-Konservatorium in Tiflis, an der Hannoverschen Hochschule für Musik, am Mozarteum in Salzburg und an der Flora L. Thornton School of Music, University of Southern California in Los Angeles. Zu seinen Lehrern zählten Russudan Chodzava, Gerrit Zitterbart, Lasar Berman und Stewart Gordon.
Latso hatte zahlreiche Auftritte in Meisterklassen und Konzerten in Europa, Asien, Südamerika und in den Vereinigten Staaten von Amerika. Er wurde für seine Darbietung von Beethovens 5. Klavierkonzert im Wiener Kulturzentrum WUK in der österreichischen Presse als „…ein technisch brillanter Pianist erfüllt mit ergreifender Lyrik und wahrhaftiger Tiefgründigkeit“ gefeiert. Das England Rhinegold Classical Magazine bezeichnete seine Aufnahme der Debussy–Prèludes als „…dargebracht mit außergewöhnlicher Fantasie und selten gehörter musikalischer Klangfarbe…“
Eine weitere seiner frühen Vorstellungen in Salzburg war Teil einer DVD-Dokumentation über Latso, die von K-TV Austria produziert wurde.

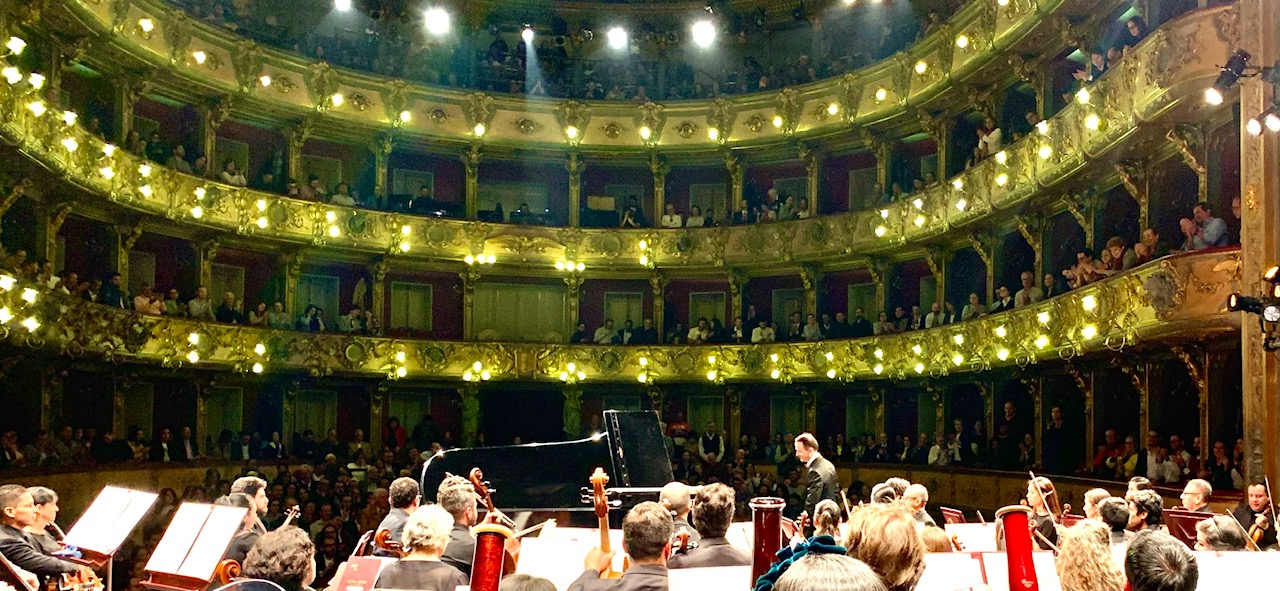
Latso im Teatro Colón mit Colombian National Symphony Orchestra, Bogota, (2020)

Latso erhielt im Laufe seiner Karriere zahlreiche Auszeichnungen. Er war unter anderem Preisträger der „International Yehudi Menuhin Foundation“, im internationalen Wettbewerb für junge Pianisten in Los Angeles und der deutschen Marion-Hedda-Ilse-Gräfin-Dönhoff-Stiftung. Latso wurde mit dem DAAD-Stipendium, dem Wladimir-Spiwakow-Stipendium, und einem Stipendium des georgischen Präsidenten Eduard Schewardnadse bedacht.
Im Mai 2010 promovierte er an der University of Southern California in Los Angeles und erlangte den akademischen Grad eines Doctor of Musical Arts.
Latso trat sein Konzertdebüt in der Wigmore Hall in London an. Dabei wurde seine Komposition „Cyber Moment“ für Violine und Klavier uraufgeführt. Im Jahr 2012 trat er in der Berliner Philharmonie auf.
Latso hat eine CD mit allen Klavier-Geigen-Werken des polnisch-deutschen Komponisten Ignatz Waghalter gemeinsam mit dem Royal Philharmonic Orchestra, Irmina Trynkos und Alexander Walker aufgenommen. In der Dezemberausgabe des luxemburgischen Magazins Pizzicato (2012) wurde ihr von der International Classical Music Awards (ICMA) die Supersonic-Auszeichnung verliehen.
Im Jahr 2012 erhielt Latso eine Einladung des Vatikans und Benedikts XVI. für eine Aufführung von Mozarts Klavierkonzert Nr. 21 in C-Dur, KV 467, mit den Wiener Philharmonikern in der Basilika Santa Maria Maggiore.
Im Januar 2013 wurde Giorgi Latso in New York City zum Steinway-Künstler ernannt.
Mit seiner Ehefrau Anna tritt er seit dem Jahr 2013 als The Latsos Piano Duo auf.
Latso gibt Meisterkurse in Europa, den USA, Russland und Asien, darunter am Moskauer Konservatorium, an der Hong Kong Akademie für darstellende Kunst, am Mozarteum Salzburg, an der Musik und Kunst Privatuniversität der Stadt Wien, am Conservatori Superior de Música del Liceu, an der University of Southern California, am San Francisco Conservatory of Music, am Oberlin College und an der Tōkyō Geijutsu Daigaku. Viele seiner Studenten sind Preisträger internationaler Klavierwettbewerbe.
Seit 2020 lebt er wieder in den USA.

## Pädagogische Tätigkeit
Giorgi Latso unterrichtete von 2007 bis 2010 an der University of Southern California, wurde dann Professor für Klavier an der privaten Azusa Pacific University und lehrte seit 2011 am Community College von Glendale (Kalifornien). Von 2012 bis 2019 arbeitete er als Professor (Klavier) am Prayner Konservatorium und Musik und Dramatische Kunst in Wien.
Von 2007 bis 2010 war er Präsident der Music Teachers National Association in Kalifornien. Als Klavierpädagoge leitete Lazabidse Meisterkurse in Europa, Asien und den USA und ist Jurymitglied bei verschiedenen nationalen und internationalen Wettbewerben. Zahlreiche seiner Konzertaufnahmen wurden von amerikanischen und europäischen Rundfunksendern ausgestrahlt.

## Kompositorisches Werk
Unter anderem komponierte Latso 2006 die Filmmusik zu Twilight's Grace und die Filmmusik Waltz Fantasy von 2002, die beim internationalen Filmfestival in Bologna als beste Filmmusik ausgezeichnet wurde.

## Repertoire
Latso konzentriert sich in erster Linie auf die Musik der Wiener Klassik, der Romantik und Spätromantik. Er führt sämtliche Klavierwerke von Wolfgang Amadeus Mozart, Frédéric Chopin, Franz Liszt, und Claude Debussy auf. In den letzten Jahren hat sich Lazabidse vor allem als mit der historisch-informierten Aufführungspraxis vertrauter Chopin-Interpret einen Namen gemacht, das er in zyklischen Aufführungen in mehreren europäischen Städten präsentierte. Lazabidse ist einer der jüngsten Pianisten, die alle 24 Chopin-Etüden, 24 Preludes sowie alle 12 Transzendentalen Etüden von Franz Liszt live durchgeführt und aufgenommen haben.

## Diskografie (Auswahl)

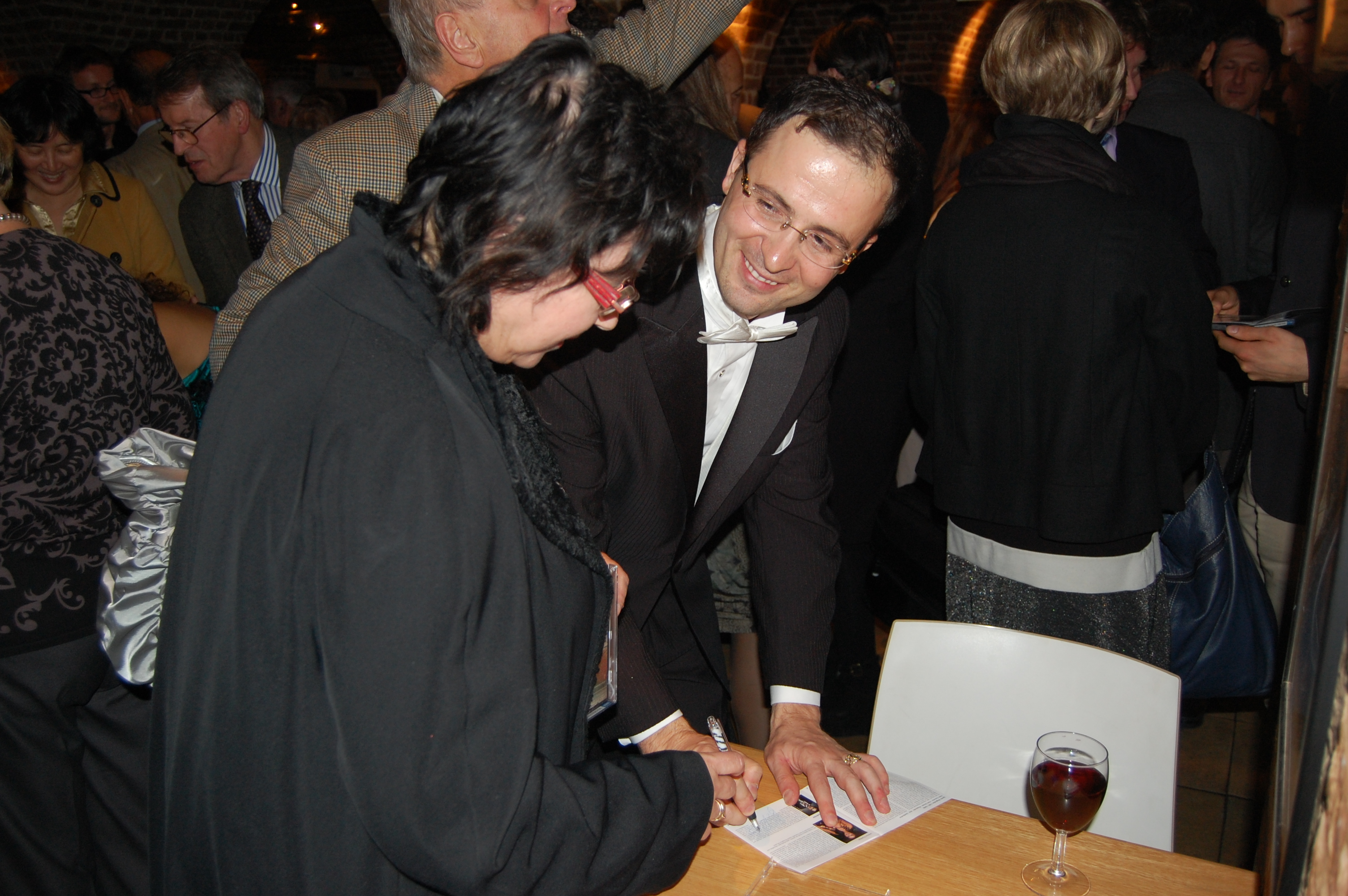
Latso in London (2012)

- Auf den Spuren von Wolfgang Amadeus Mozart – DVD; Salzburg 2005.
- Latsabidze: Recital 2009 – CD & DVD; Onward Ent., 2009.
- Claude Debussy: 12 Préludes. (Book II) – CD & DVD; Los Angeles, LLC 2010.
- Robert Schumann: Frauenliebe und -leben; Debussy: Ariettes oubliées. IG Initiatives LLC 2010.[20]
- Ignatz Waghalter. Naxos Studio, UK. 2010.
- The IG-Duo performs works by Szymanowski, Brahms, Bizet-Waxman, Latsabidze. - DVD; Wigmore Hall, London. Red Piranha Films LLC 2010.
- Giorgi Latsabidze: The Composer & Transcriber – CD; Rhapsody Library Records. 2011
- F. Chopin's 24 Preludes, Op.28 & R. Schumann's Kreisleriana, Op.16. CD & DVD, Goyette Records, 2011
- Mozart Piano Concerto No. 21 in C Dur, K. 467. DVD, Taiwan LLC, 2011
- Ignatz Waghalter: Violin Concerto / Rhapsody / Violin Sonata (Royal Philharmonic Orchestra, Trynkos, Latsabidze, A. Walker). Naxos Records, 2012[21]
- Claude Debussy: Estampes; Images, Book 1; CD, Ross Management & Productions 2014.

## Film
- Piano for Piggies – DVD (Dokumentarfilm), New York 2013.[22]